# São João (Santa Maria)
São João (pronunciación portuguesa: [s'äw Jo'äw], ‘São João’) es un barrio del distrito de Sede, en el municipio de Santa Maria, en el estado brasileño de Río Grande del Sur. Está situado en el oeste de Santa Maria.

## Villas
El barrio contiene las siguientes villas: São João, Vila São João, Vila Schimidt.

## Galería de fotos

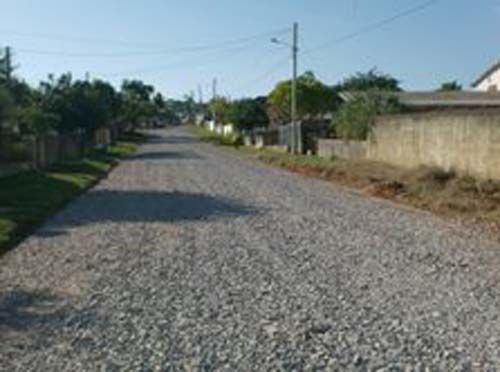

| Noroeste: Juscelino Kubitschek Pinheiro Machado | Norte: Juscelino Kubitschek | Nordeste: Juscelino Kubitschek        |
| Oeste: Pinheiro Machado                         |                             | Este: Juscelino Kubitschek Renascença |
| Suroeste: Pinheiro Machado Boi Morto Renascença | Sur: Renascença             | Sureste: Renascença                   |